# بوی کافور، عطر یاس
بوی کافور عطر یاس فیلمی به کارگردانی و نویسندگی بهمن فرمان‌آرا و تهیه‌کنندگی مرتضی شایسته ساخته سال ۱۳۷۸ خورشیدی است. این فیلم در سال ۱۳۷۹ بر روی پرده سینما رفت.
این فیلم موفق به دریافت ۸ سیمرغ بلورین از هجدهمین دوره جشنواره فیلم فجر شد.

## خلاصه فیلم
بهمن فرجامی کارگردان قدیمی سینما بیست سال است که فیلم نساخته است. همسرش فوت کرده و فضای اطراف او بوی کافور و مرگ می‌دهد. تعدادی از دوستان کارگردان او همچون سهراب شهید ثالث، علی حاتمی و بهرام ری پور در مدت کوتاهی فوت کرده‌اند و او نیز که بیماری قلبی دارد گمان می‌کند در چند قدمی مرگ قرار دارد. بنابر این تصمیم می‌گیرد یه سفارش تلویزیون ژاپن فیلمی دربارهٔ مراسم تدفین خودش بسازد. بهمن فرجامی بسیاری از همکاران سابق خود را خبر می‌کند تا در شرایطی هذیانی فیلم خود را بسازد.

## بازیگران
| بازیگر            | نقش            |
| ----------------- | -------------- |
| ابراهیم‌آبادی      | ابراهیم‌آبادی   |
| داریوش اسدزاده    | ترمه‌فروش       |
| فیروز بهجت‌محمدی   | مرد کرایه حجله |
| ولی‌الله شیراندامی | همایونی        |
| حسین کسبیان       | عبدالله        |
| رضا کیانیان       | دکتر آراسته    |
| مهتاج نجومی       | خواهر بهمن     |
| پریوش نظریه       | فرزانه         |
| رؤیا نونهالی      | زن جوان        |
| بهمن فرمان‌آرا     | بهمن فرجامی    |

## جشنواره‌ها
جشنواره‌ها و جوایز فیلم بوی کافور عطر یاس به قرار زیر است:

### جشنواره فیلم فجر - دوره هجدهم
- سیمرغ بلورین بهترین فیلم‌نامه بخش بین‌الملل (بهمن فرمان‌آرا)
- سیمرغ بلورین بهترین کارگردانی (بهمن فرمان‌آرا)
- سیمرغ بلورین بهترین فیلم (مرتضی شایسته)
- سیمرغ بلورین بهترین نقش دوم زن (رؤیا نونهالی)
- سیمرغ بلورین بهترین موسیقی متن (احمد پژمان)
- سیمرغ بلورین بهترین چهره پردازی (مهرداد شکرآبی)
- سیمرغ بلورین بهترین فیلمبرداری (محمود کلاری)
- سیمرغ بلورین بهترین طراحی صحنه (ژیلا مهرجویی)
- کاندیدا بهترین فیلم‌نامه (بهمن فرمان‌آرا)
- کاندیدا بهترین صدابرداری و صداگذاری (پرویز آبنار)

### جشن خانه سینما - دوره چهارم
- تندیس زرین نقش دوم زن (رؤیا نونهالی)
- تندیس زرین بهترین موسیقی متن (احمد پژمان)
- کاندیدا بهترین طراحی صحنه و لباس (ژیلا مهرجویی)
- کاندیدا بهترین تدوین (عباس گنجوی)
- کاندیدا بهترین چهره‌پردازی (مهرداد شکرآبی)
- کاندیدا بهترین کیفیت لابراتواری

### جشنواره فیلم اجتماعی آبادان ـ دوره دوم
- فیلم‌نامه برگزیده جشنواره (بهمن فرمان‌آرا)

### جشنواره فیلم‌های ایرانی مرکز فیلم شیکاگو ـ دوره یازدهم
- جایزه بهترین فیلم تماشاگران بهترین فیلم (مرتضی شایسته)

### جشنواره فیلم برلین ـ پنجاه و یکم
- جایزه نتپک بهترین فیلم (مرتضی شایسته)

### جشنواره فیلم استانبول ـ دوره بیستم
- جایزه فیپرشی بهترین فیلم (مرتضی شایسته)

### حضور در جشنواره‌های داخلی و خارجی
- جشنواره بین‌المللی فیلم ونکوور ـ دوره نوزدهم
- جشنواره بین‌المللی فیلم نیویورک ـ دوره سی و هشتم
- جشنواره بین‌المللی فیلم مونترال ـ دوره بیست و چهارم
- جشنواره بین‌المللی فیلم‌های ایرانی موزه هنرهای زیبای بوستن ـ دوره هفتم
- جشنواره بین‌المللی فیلم سه قاره نانت ـ دوره بیست و دوم
- جشنواره بین‌المللی فیلم سه قاره بروژ ـ دوره هجدهم
- جشنواره بین‌المللی فیلم برگن
- جشنواره بین‌المللی فیلم بانکوک ـ دوره چهارم
- جشنواره بین‌المللی فیلم اشپلیت (کرواسی)
- جشنواره بین‌المللی فیلم آنکارا ـ دوره بیستم
- جشنواره بین‌المللی فیلم NAT ـ دوره دوازدهم (دانمارک)
- جشنواره بین‌المللی فیلم سیاتل ـ دوره بیست و هفتم
- جشنواره بین‌المللی فیلم سن فرانسیسکو ـ دوره چهل و چهارم
- جشنواره بین‌المللی فیلم‌های ایرانی در موزه هنرهای زیبای هیوستن ـ دوره نهم
- جشنواره بین‌المللی فیلم‌های ایرانی دانشگاه رایس تگزاس ـ دوره نهم
- جشنواره بین‌المللی فیلم ملبورن ـ دوره پنجاهم
- جشنواره بین‌المللی فیلم لندن ـ دوره چهل و پنجم
- جشنواره بین‌المللی فیلم گوتنبرگ ـ دوره بیست و پنجم
- جشنواره بین‌المللی فیلم بیروت ـ دوره چهارم
- جشنواره بین‌المللی فیلم بریسبن (استرالیا)
- جشنواره بین‌المللی فیلم هنری اسلواکی
- جشنواره بین‌المللی فیلم رن (چشم‌انداز ایران) ـ دوره چهاردهم
- جشنواره برنامه پرواز فیلم‌های ایرانی در سازمان فرهنگی آسیاکاسا بارسلون
- جشنواره برنامه «فاصله نزدیک دور» در خانه فرهنگ‌های جهان (آلمان)